# Chapelle Notre-Dame-des-Neiges d'Aiguilles
La chapelle Notre-Dame-des-Neiges  est une chapelle du diocèse de Gap et d'Embrun située à Aiguilles, dans les Hautes-Alpes.

## Histoire et architecture
Édifiée probablement au dix-huitième siècle, elle a été restaurée en 1943 et une autre fois plus récemment. La chapelle est inscrite à l'inventaire complémentaire des monuments historiques, depuis 1986.